# Бентодесма
Бентодесма (лат. Benthodesmus simonyi) — вид морских лучепёрых рыб из семейства волосохвостых (Trichiuridae).

## Описание
Максимальная длина тела 130 см. Тело очень стройное и длинное  с характерным длинным спинным плавником и коротким анальным плавником. Брюшные плавники маленького размера. Хвостовой плавник небольшого размера, сильно раздвоенный. Спинной плавник состоит из 45—46 тонких колючих лучей, сливающихся со 102—109 остальными лучами. Окраска серебристая с тёмным отливом на спине и плавниках.

## Биология
Редкий глубоководный вид. Обитает над континентальным склоном на глубинах от 200 до 950 м. Биология плохо изучена. 

## Ареал
Распространены в Атлантическом океане.